# 龍蓮寺站
龙莲寺站（泰語： 發音：[sā.tʰǎː.nīː wát māŋ.kɔ̄ːn]），又譯芒功寺站，是曼谷地铁藍線的车站，于2019年7月29日启用。由于位于曼谷唐人街，车站内部有中式风格装饰，外观亦设计成复古式的白墙唐楼。

## 位置
龙莲寺站设于曼谷唐人街闹市区的石龙军路旁，行政区划属三攀他旺县和邦巴沙都拍县交界，邻近重要的华人庙宇龙莲寺。

## 设计
本站外观以南洋中葡式建筑风格设计，内部墙面以红色和金色为主色调，同时为呼应龙莲寺名称，以龙和莲花元素作装饰，天花板处挂有“神龙探头”雕像。
龙莲寺站是雀巢咖啡“交互艺术车站计划”的一部分。

## 相片集

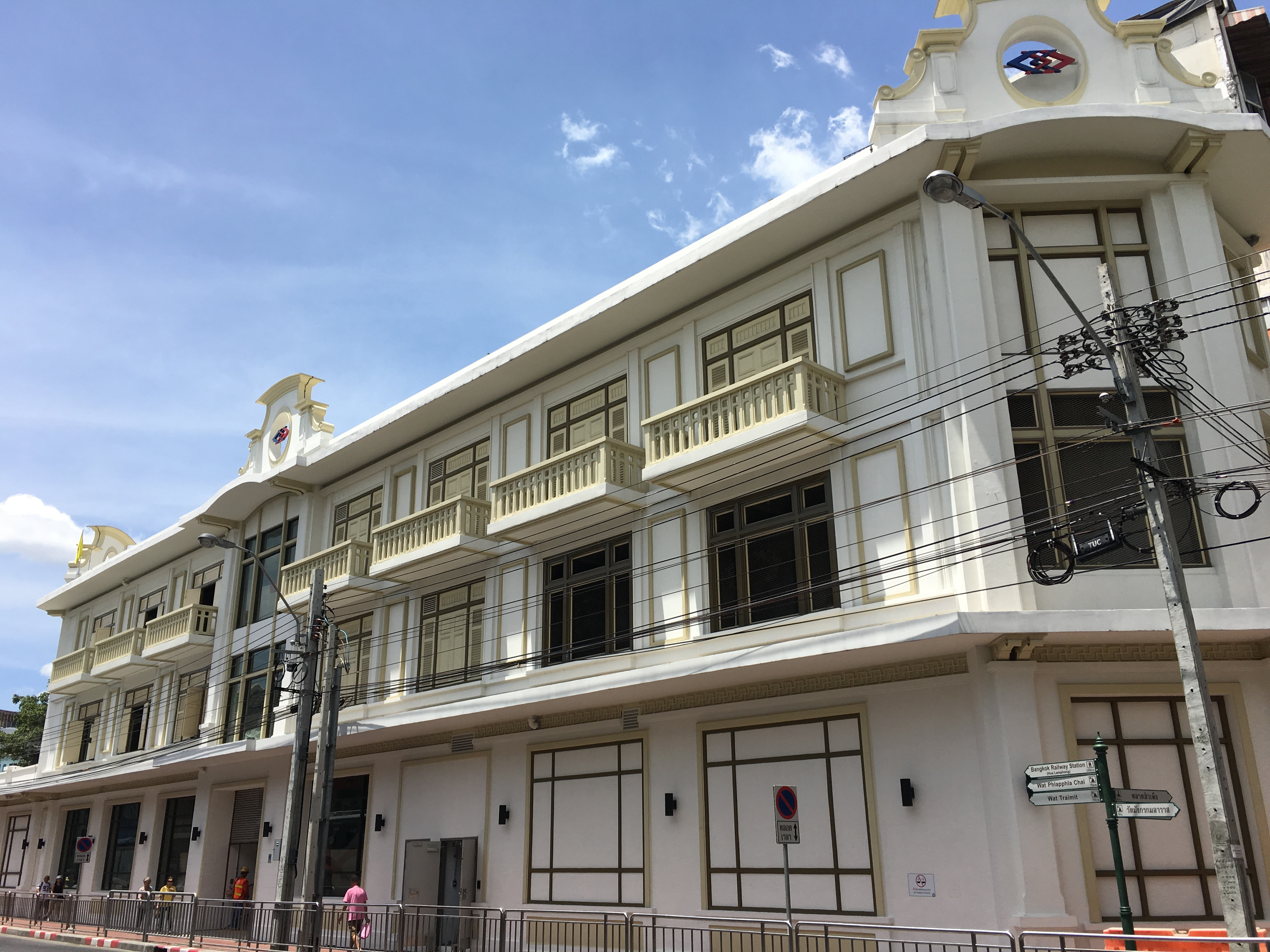
車站外观
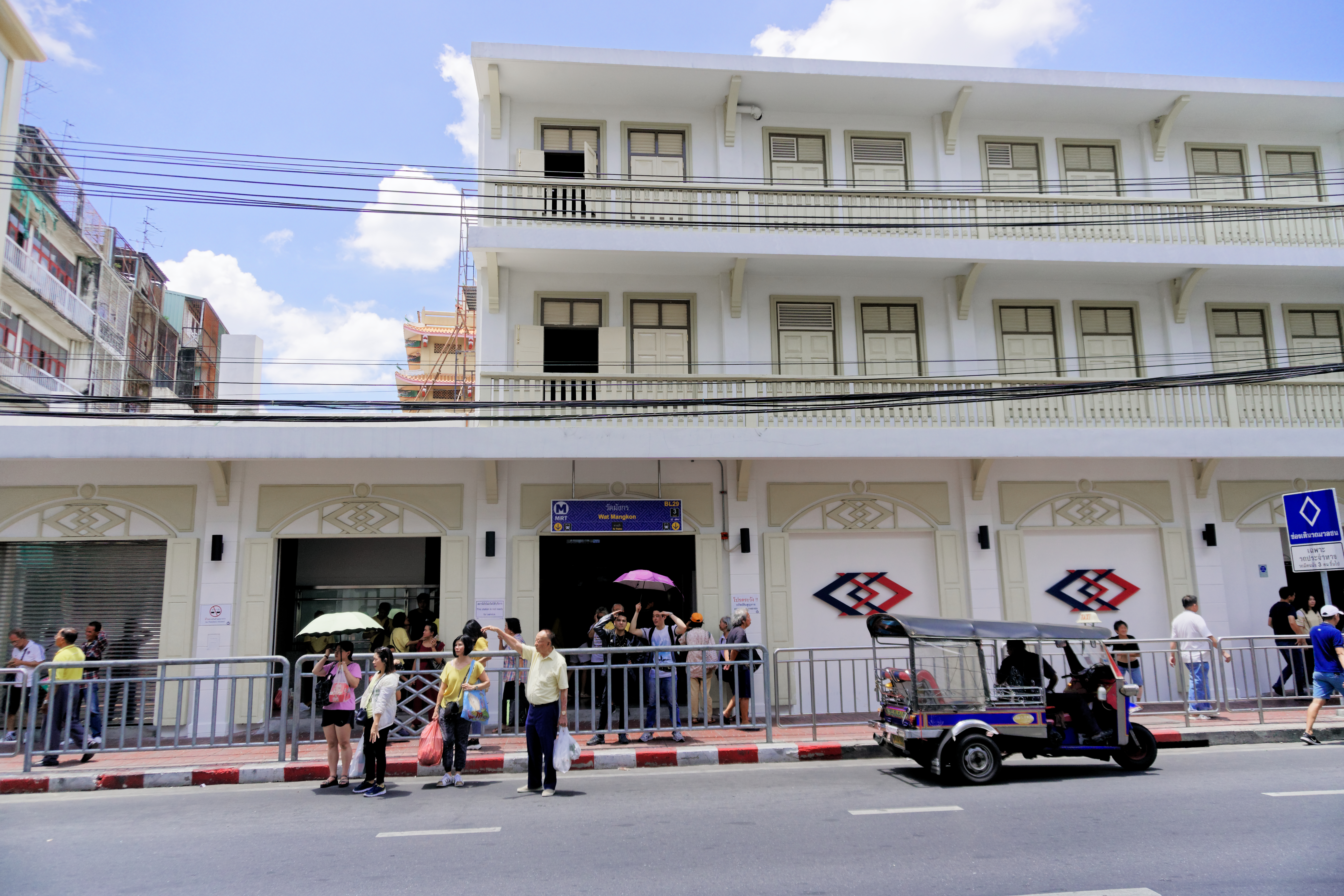
車站外观
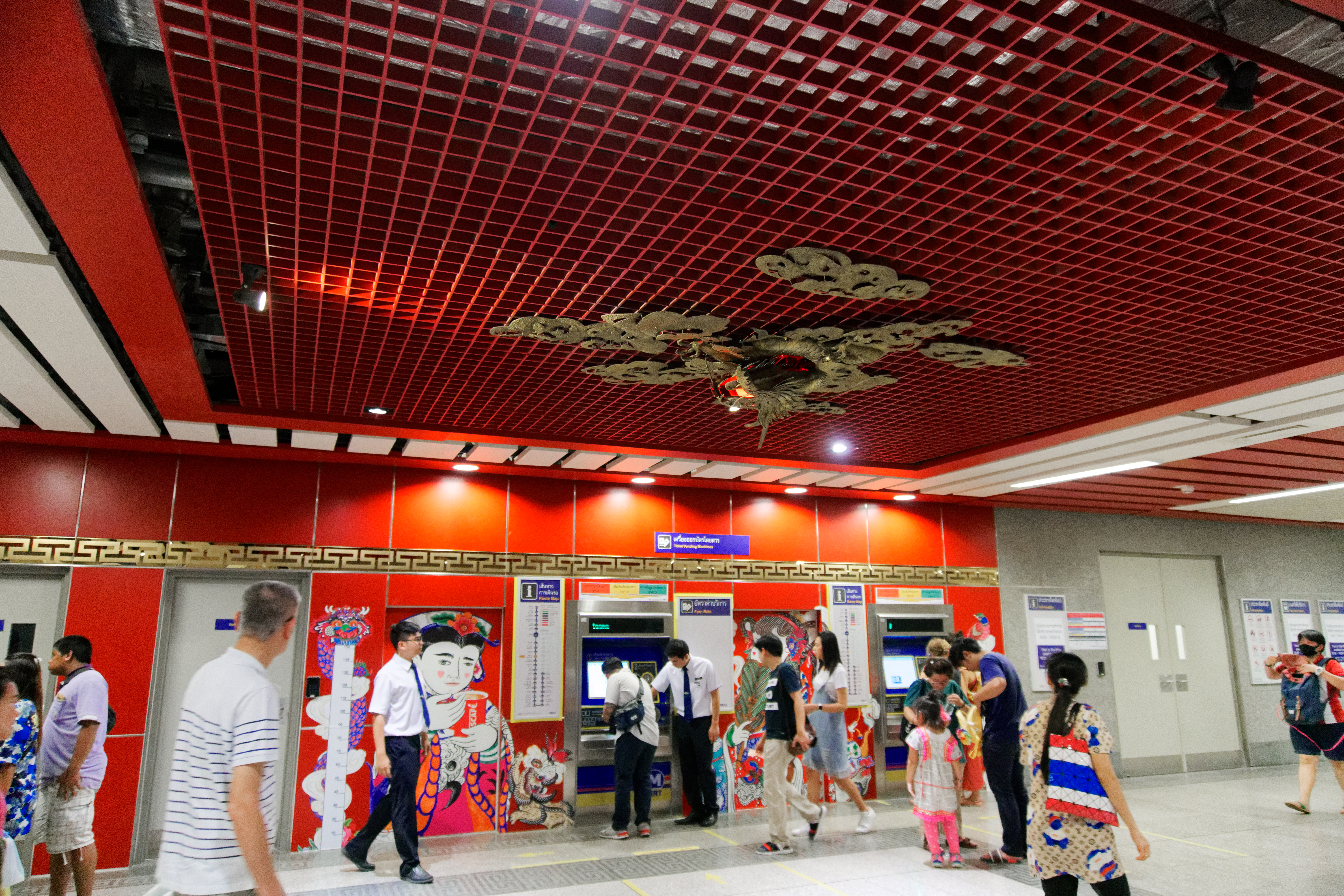
售票处
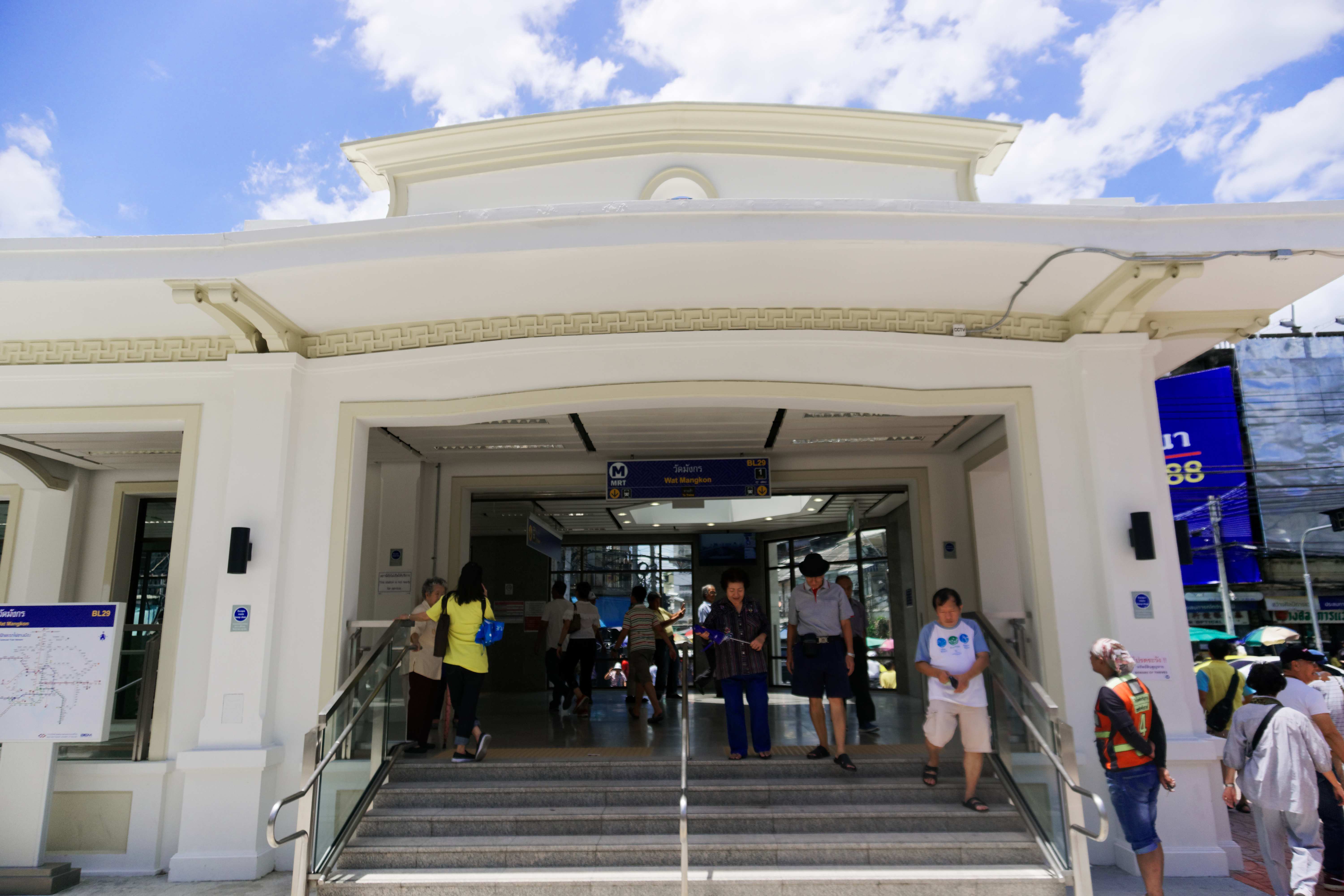
1号出口
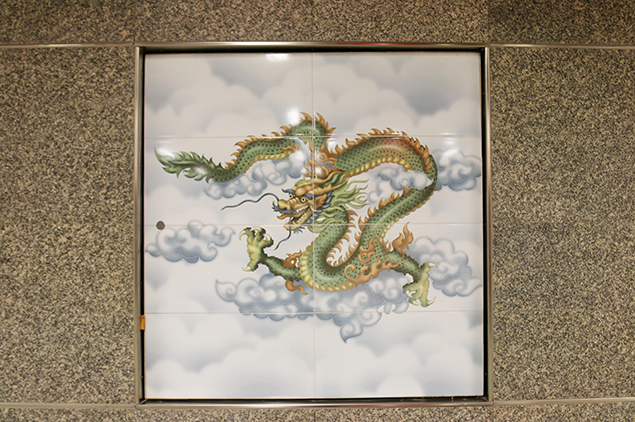
祥龙壁画
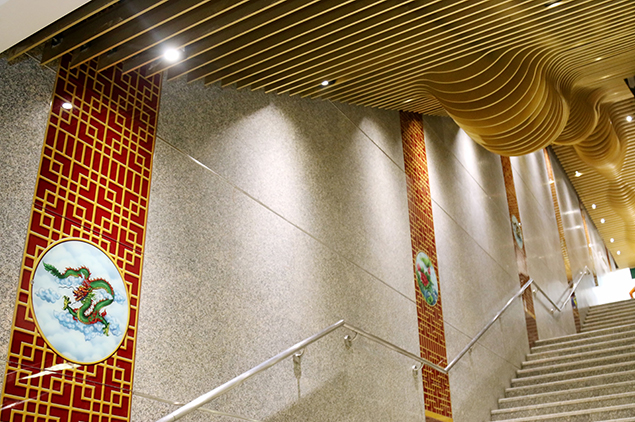
楼梯处的天花板以龙身轮廓设计
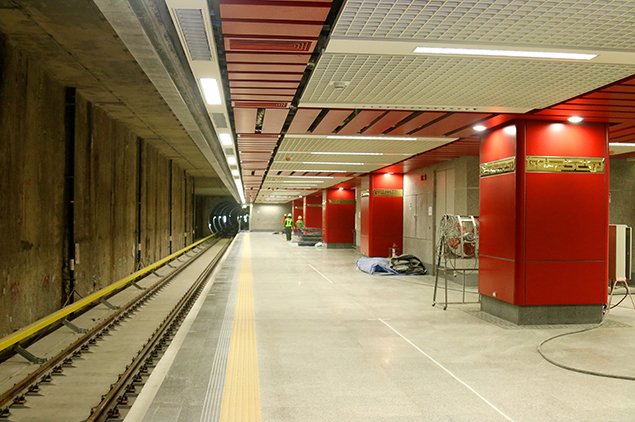
建设期间的站台